# لوشو (وندلند)
شهر لوشو (به آلمانی: Lüchow) در ایالت نیدرزاکسن در کشور آلمان واقع شده‌است.